# 油河 (涡河支流)
油河，位于河南省东部及安徽省西北部，是涡河的一条右岸支流，因河道游移不定，古称游河。油河水系是黄河南泛时破坏最严重的河道之一，经过治理，现油河由上游段清水河，中游段油河和下游段漳河三段组成。上游清水河发源于河南省太康县马厂镇东南，原为西淝河源头，1951年西淝河截源工程，将清水河于洺河南岸的王河口及小十字河堵坝，使上游清水河来水分别经油河、洺河向东引入涡河。清水河自马厂镇，东南流经柘城县西南角、鹿邑县西部，沿鹿邑、郸城县界，在郸城县东部折向东经蒲沟进入安徽省亳州市境内，汇入油河。油河东南流至立德镇三岔口村，右汇洺河后称漳河。漳河先东南流，后折向东北，于城父镇北折向东注入涡河。全长137公里，流域面积1156平方公里。